# Robert H. Steele

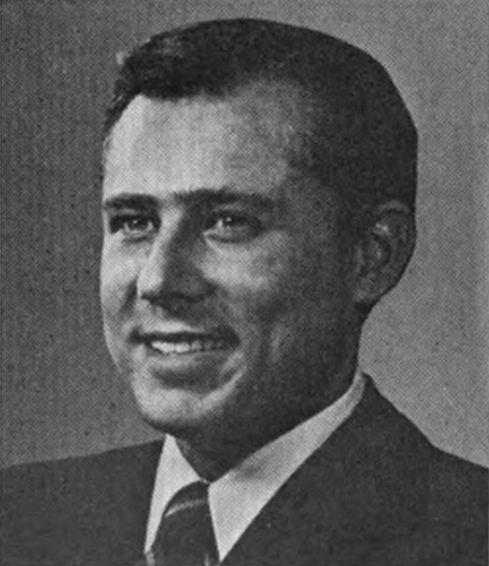
Robert H. Steele

Robert Hampton Steele (* 3. November 1938 in Hartford, Connecticut) ist ein ehemaliger US-amerikanischer Politiker. Zwischen 1970 und 1975 vertrat er den zweiten Wahlbezirk des Bundesstaates Connecticut im US-Repräsentantenhaus.

## Werdegang
Robert Steele besuchte die öffentlichen Schulen in Wethersfield und dann bis 1960 das Amherst College in Massachusetts. Anschließend studierte er bis 1963 an der Columbia University in New York City. Zwischen 1968 und 1970 arbeitete Steele als Sicherheitsbeauftragter für die Travelers Insurance Company.
Politisch schloss sich Steele der Republikanischen Partei an. Nach dem Tod des demokratischen Kongressabgeordneten William St. Onge im Mai 1970 wurde die fällige Nachwahl im zweiten Distrikt von Connecticut mit der regulären Kongresswahl verbunden. Dabei wurde Steele als St. Onges Nachfolger in das US-Repräsentantenhaus in Washington, D.C. gewählt. Damit konnte er zwischen dem 3. November 1970 und dem 3. Januar 1971 die angebrochene Legislaturperiode beenden und direkt eine weitere Amtszeit antreten. Nach einer Wiederwahl im Jahr 1972 verblieb Steele bis zum 3. März 1975 im Kongress. In diese Zeit fiel unter anderem die Watergate-Affäre.
1974 verzichtete er auf eine weitere Kandidatur. Stattdessen bewarb er sich in diesem Jahr erfolglos um das Amt des Gouverneurs von Connecticut, wobei er der demokratischen Kandidatin Ella T. Grasso unterlag. Danach hat er keine weiteren bedeutende politische Ämter mehr ausgeübt. Heute lebt Robert Steele in Essex.